# اولیور سارکیچ
اولیور سارکیچ (مونته‌نگروئی: Оливер Шаркић؛ زادهٔ ۲۳ ژوئیهٔ ۱۹۹۷) بازیکن فوتبال اهل بریتانیا است.
از باشگاه‌هایی که در آن بازی کرده‌است می‌توان به باشگاه فوتبال بنفیکا بی اشاره کرد.

## زندگی شخصی
سارکیچ در انگلستان، در گریمزبی، لینکلن شایر به دنیا آمد. پدرش، بویان سارکیچ، یک دیپلمات مونته‌نگرویی است که از اکتبر ۲۰۱۷، سفیر این کشور در اتحادیه اروپا بود.
اولیور یک برادر دوقلو به نام ماتیا سارکیچ دارد که در دوران حضورش در اندرلخت با او هم‌بازی بود.